# Maria Wilhelmina von Neipperg

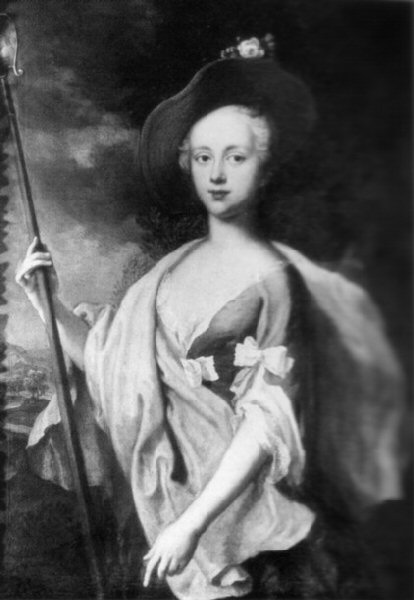
Maria Wilhelmina von Neipperg

Maria Wilhelmina von Neipperg, född 30 april 1738, död 21 oktober 1775, var en österrikisk hovdam och mätress till den tysk-romerska kejsaren Frans Stefan av Lothringen mellan 1755 och 1765.
Maria Wilhelmina von Neipperg var dotter till generalen greve Wilhelm Reinhard von Neipperg och Maria Franziska Theresia von Khevenhüller-Frankenburg, och gift med furst Johann Adam Joseph von Auersperg; hon var barnlös.
von Neippergs far var före detta lärare och personlig vän till Frans Stefan, och presenterade henne vid det österrikiska hovet 1755, där hon blev hovdam åt Maria Teresia av Österrike. Hon beskrivs som vänlig och älskvärd och uppmärksammades för sitt utseende, särskilt sina vackra händer, och fick smeknamnet La Belle Princesse. Frans Stefan uppmärksammade henne på Schönbrunn och blev där attraherad av henne. Det ska ha varit Maria Theresia som arrangerade hennes äktenskap med furst Johann Adam Joseph von Auersperg för att få henne bort från hovet, och hon fick efter giftermålet flytta till makens residens i Wien. 
Frans Stefan och von Neipperg upprätthöll dock ändå ett sexuellt förhållande, och så småningom flyttade hon tillbaka till hovet som Frans Stefans älskarinna. Hon följde öppet Frans Stefan till dennes son Leopolds bröllop i Innsbruck 1765, där han avled. Efter Frans Stefans död lämnade hon hovet och levde resten av sitt liv ett tillbakadraget privatliv.
Joachim Wilhelm von Brawe tillägnade henne sin tragedi "Brutus".